# لئوناتوس
لئوناتوس (به یونانی: Λεοννάτος) یکی از افسران ارتش اسکندر کبیر بود و از اعضای دیادوخوی محسوب می‌شد.
او از اعضای خاندان سلطنتی لونکستیس بود؛ سرزمینی که توسط فیلیپ دوم مقدونی فتح و ضمیمهٔ مقدونیه شد. لئوناتوس همسن اسکندر بود و از دوستان بسیار نزدیک او به حساب می‌آمد. بعداً در شمار هفت محافظ مخصوص اسکندر، موسوم به سوماتوفولاکس، قرار گرفت و پس از مرگ اسکندر در سال ۳۲۳ پیش از میلاد، به حکم پردیکاس—نایب‌السلطنه تمامی ملک اسکندر—ساتراپ فریگیهٔ هلسپونت شد.
کلئوپاترا، خواهر اسکندر و بیوهٔ الکساندر یکم اپیروس، به لئوناتوس پیشنهاد ازدواج داد. هنگامی که آتنیان از مرگ اسکندر باخبر شدند، بر ضد مقدونیه و نایب‌السلطنهٔ آن، آنتیپاتر، سر به شورش برداشتند. لئوناتوس با ارتشی متشکل از ۲۰٬۰۰۰ سرباز پیاده و ۱٬۵۰۰ سوار به کمک آنتیپاتر شتاف تا حصر لامیا را بشکند. مداخلهٔ او احتمالاً ناشی از طمعی بوده که بر قدرت آنتیپاتر می‌برده و پیروزی بر آتنیان مطمئناً به او برای دست یافتن به تخت و تاج مقدونیه کمک شایانی می‌کرده‌است. اما لئوناتوس در جنگ علیه آتنیان کشته شد و ناکام ماند و حتی به وصال خواهر اسکندر نیز نرسید.